# Pimprez
 Pimprez  es una población y comuna francesa, en la región de Picardía, departamento de Oise, en el distrito de Compiègne y cantón de Ribécourt-Dreslincourt.

## Demografía
| 405 | 426 | 406 | 420 | 632 | 685 |
| Para los censos de 1962 a 1999 la población legal corresponde a la población sin duplicidades (Fuente: INSEE [Consultar]) |     |     |     |     |     |